# Puduhepa
Puduhepa (Tiếng Hittite: Pudu-Ḫepa hoặc Pudu-Kheba) là một Tawananna (nữ hoàng) nổi tiếng của đế quốc Hittite cổ đại vào thế kỉ 13. Bà là vợ của vua Hattusili III.

## Hoàn cảnh
Trong một lần đến thành Lavazantiya ở Kumanni để làm tế lễ cho nữ thần chiến tranh Ishtar, vua Hattusili III đã gặp gỡ và kết hôn với Puduhepa, vốn là con gái của quan tư tế nữ thần Ishtar, Pentipsarri. Vì vậy sau này, Puduhepa còn có danh hiệu là "người con gái của thành Kumanni" hay "người nữ tu của nữ thần Ishtar tại thành Lavazantiya".
Puduhepa và vua Hattusili có ba người con với nhau. Người con trai cả là Tuthaliya lV đã thừa kế ngôi báu sau khi vua cha Hattusili băng hà, kế đến là hoàng tử Nerikkaili và công chúa Gassulaviya.

## Tawananna
Puduhepa được mệnh danh là "một trong những người phụ nữ quyền lực nhất vùng Cận Đông thời Cổ đại". Sau cái chết của chồng, bà vẫn giữ nguyên tước hiệu Tawananna, tiếp tục điều hành vương quốc, trong đó việc quan trọng nhất là ngoại giao với Ai Cập và cũng chính bà là người ký kết thỏa hiệp Ulmi-Teshub. Trong tín ngưỡng của người dân Hittite, bà là Nữ tư tế Tối cao của chủ thần Teshub.